# Ablepharus chernovi
Ablepharus chernovi е вид влечуго от семейство Сцинкови (Scincidae). Видът не е застрашен от изчезване.

## Разпространение и местообитание
Разпространен е в Армения, Сирия и Турция.
Обитава крайбрежия, ливади, планини, долини, храсталаци, склонове, степи и гористи местности.

## Описание
Популацията на вида е стабилна.